# 橋東区 (張家口市)
橋東区（きょうとう-く）は中華人民共和国河北省張家口市に位置する市轄区。

## 行政区画
- 街道:紅旗楼街道、勝利北路街道、五一路街道、花園街街道、工業路街道、南站街道、馬路東街道
- 鎮:姚家荘鎮、大倉蓋鎮
- 郷:東望山郷